# Ville blanche d'Astrakhan

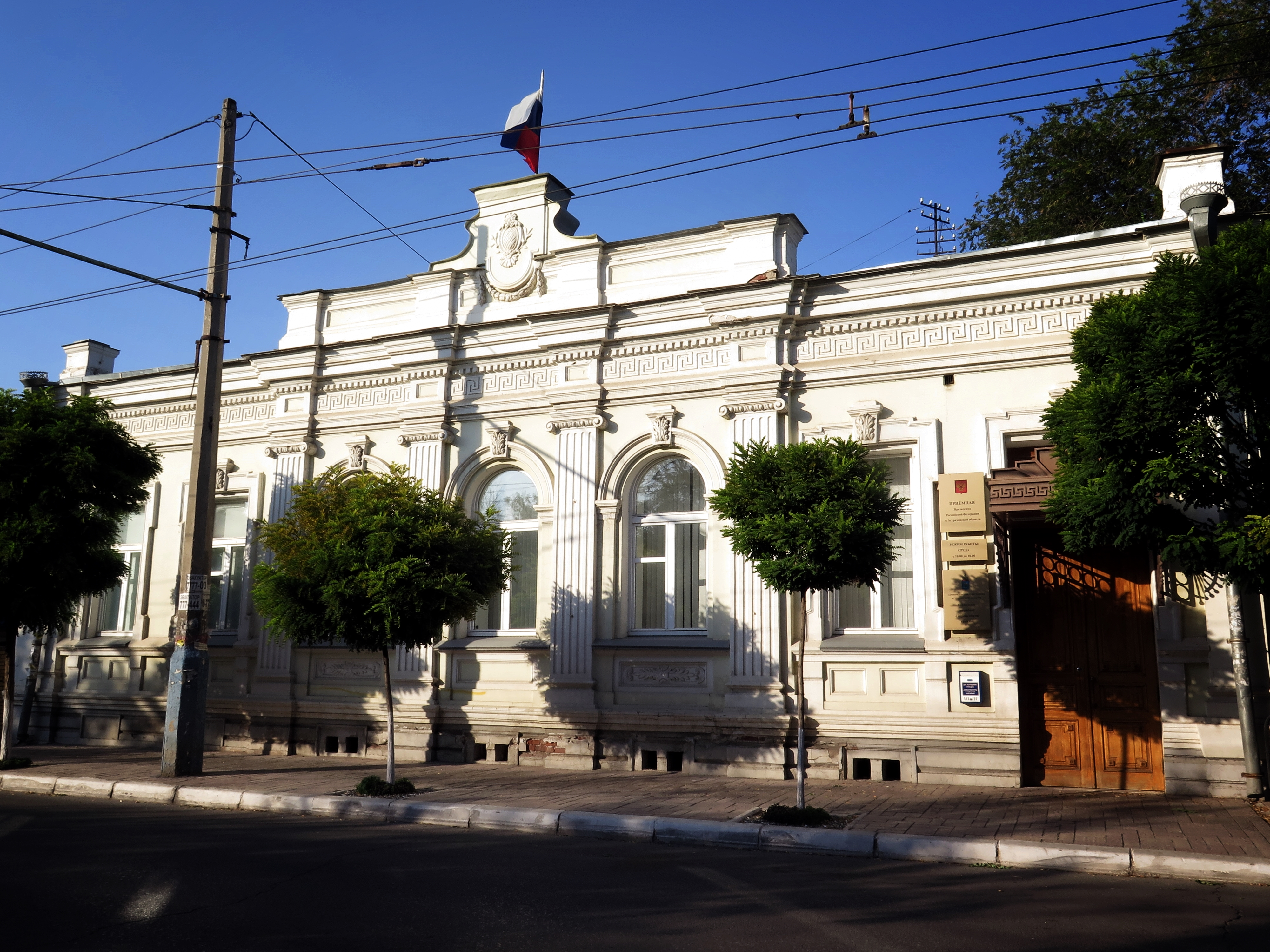
Maison au 73 rue Sverdlov.

La Ville blanche (Бе́лый го́род, Bely gorod) est l'un des quartiers historiques du centre de la ville d'Astrakhan en Russie. Il comprend le kremlin d'Astrakhan. Il se trouve sur une île artificielle limitée par la Volga, le Koutoum, le Tsariov et le canal Varvatsi dans l'arrondissement de Kirov, entre les quartiers de Kossa et des Grandes Grèves (Bolchie Issady). Le quartier est dans un périmètre formé par le quai Rouge, le quai du 1er-Mai, la rue de l'Amirauté et la rue Kalinine. 
Ce quartier possède depuis 1993 le statut de patrimoine architectural protégé au niveau régional.

## Architecture
La plupart des édifices sont des bâtiments bas construits avant la révolution de 1917 dont un nombre important d'édifices du patrimoine protégé. Contrairement à d'autres anciennes slobodas, la Ville blanche comprend surtout des maisons en pierre et non en bois.   